# Kelly Pash
Kelly Pash (Indianápolis, 27 de marzo de 2001) es una deportista estadounidense que compite en natación, especialista en los estilos libre y mariposa.
En los Juegos Panamericanos de 2023 obtuvo cinco medallas, oro en 4 × 200 m libre y 4 × 100 m estilos mixto, plata en 100 m mariposa y 4 × 100 m estilos y bronce en 200 m mariposa.

## Palmarés internacional
| Juegos Panamericanos | Juegos Panamericanos | Juegos Panamericanos | Juegos Panamericanos    |
| Año                  | Lugar                | Medalla              | Prueba                  |
| -------------------- | -------------------- | -------------------- | ----------------------- |
| 2023                 | Santiago (Chile)     | Medalla de oro       | 4 × 200 m libre         |
| 2023                 | Santiago (Chile)     | Medalla de oro       | 4 × 100 m estilos mixto |
| 2023                 | Santiago (Chile)     | Medalla de plata     | 100 m mariposa          |
| 2023                 | Santiago (Chile)     | Medalla de plata     | 4 × 100 m estilos       |
| 2023                 | Santiago (Chile)     | Medalla de bronce    | 200 m mariposa          |